# 近代日本の官制
近代日本の官制（きんだいにほんのかんせい）では、王政復古によって明治政府が成立した慶応3年12月9日（1868年1月3日）以降における、行政機関を中心とする国家機関の変遷を概観する。

## 三職

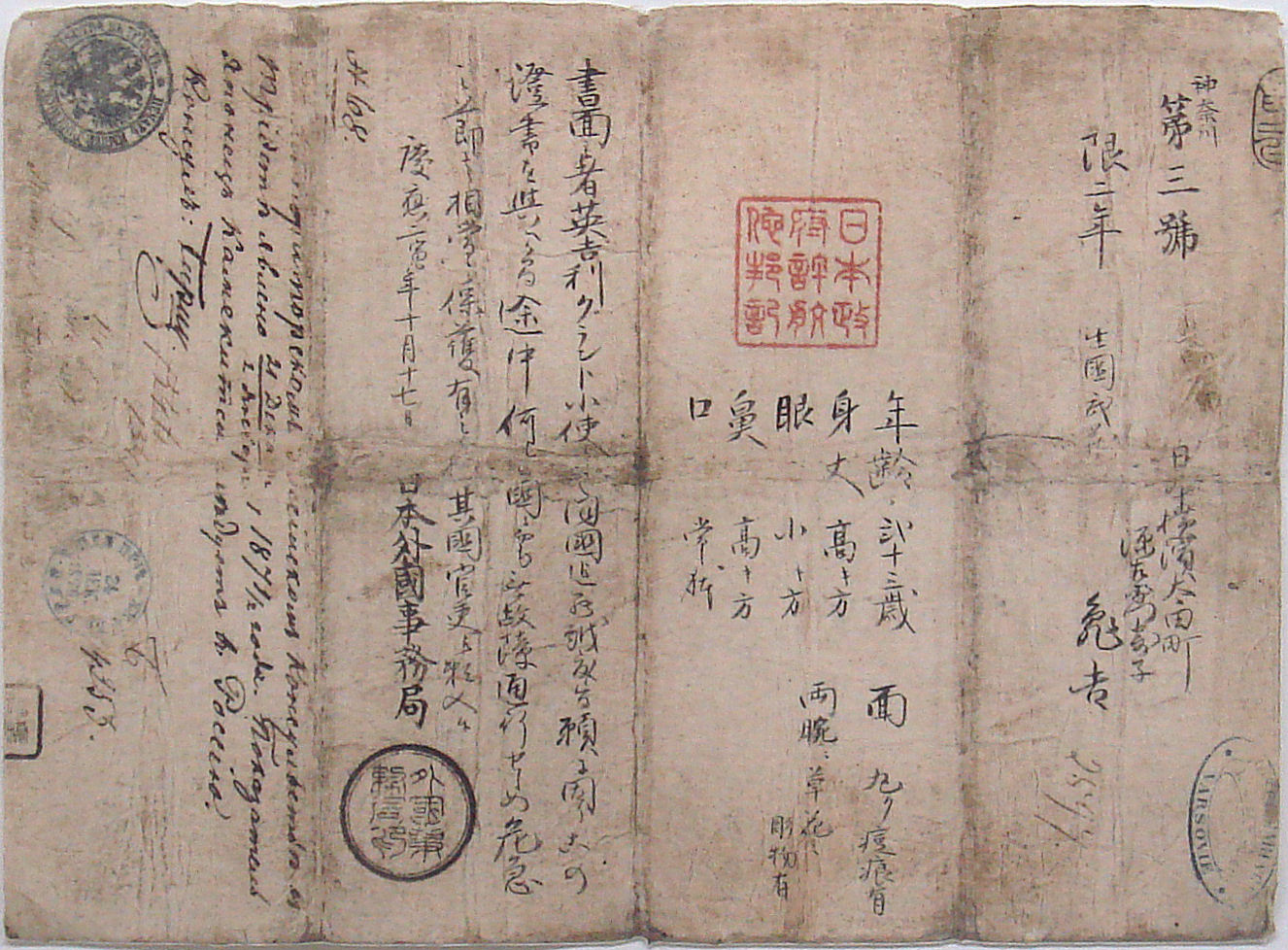
1866年、江戸幕府がイギリスに向かう曲芸一座に発給した旅券。所轄であった「日本外国事務局」の記載が残っている。

慶応3年12月9日（1868年1月3日） - 慶応4年閏4月21日（1868年6月11日）
- 慶応3年12月9日（1868年1月3日）、総裁・議定（ぎじょう）・参与の三職を置き、摂政・関白・幕府等を廃絶のうえ、内覧・勅問御人数・国事御用掛・議奏・武家伝奏・守護職・所司代を総て廃した。
- 慶応4年1月17日（1868年2月10日）、三職の職制を定めて分課した。
- 慶応4年2月3日（1868年2月25日）、7課を改めて8局とした（総裁局を新設）。
- 慶応4年2月、徴士・貢士の制度を定めた。貢士を「下ノ議事所」の議事官とした。
- 慶応4年3月14日（1868年4月6日）、五箇条の御誓文により、政府の基本方針が示された。

| 総裁 議定 参与 |

| 総裁 議定 参与                                                             |
| 神祇事務科 内国事務科 外国事務科 海陸軍事務科 会計事務科 刑法事務科 制度寮 |

| 総裁 議定 参与                                                                      |
| 総裁局 神祇事務局 内国事務局 外国事務局 軍防事務局 会計事務局 刑法事務局 制度事務局 |

## 太政官制

太政官の印

### 政体書
8官
慶応4年閏4月21日（1868年6月11日） - 明治2年7月8日（1869年8月15日）
- 慶応4年閏4月21日（1868年6月11日）、太政官の権力を立法・行法・司法の三権に分け、それぞれ議政官・行政官・刑法官に担当させることなどを定めた政体書を出した。
- 慶応4年7月17日（1868年9月3日）、明治天皇が東京に行幸し、江戸ヲ称シテ東京ト為スノ詔書を出した。
- 明治2年2月24日（1869年4月5日）、太政官を東京に移した。

| 太政官           |                                               |        |
| 議政官 上局 下局 | 行政官 神祇官 会計官 軍務官 外国官 （民部官） | 刑法官 |

### 2官6省
明治2年7月8日（1869年8月15日） - 明治4年7月29日（1871年9月13日）
- 明治2年6月17日（1869年7月25日）、版籍奉還が行われる。
- 明治2年7月8日（1869年8月15日）、職員令により官位（官職と位階）を全面改正。従来の百官・受領を全廃し、さいきの太政官制8官から新たに2官6省を置く。位階は四位より初位に至るまで上下の称を廃止し、正一位から少初位まで全18階とする（同年8月20日（1869年9月25日）、正従九位を新設し、全20階とする。）。

| 神祇官                                                              | 太政官 左大臣・右大臣 大納言 参議 |
| 宣教使                                                              |                                   |
| 民部省 大蔵省 兵部省 宮内省 外務省 （工部省） 弾正台・刑部省→司法省 |                                   |
| 大学校 開拓使                                                       |                                   |
| 集議院 待詔院                                                       |                                   |

### 三院制
明治4年7月29日（1871年9月13日） - 1875年（明治8年）4月14日
- 明治4年7月14日（1871年8月29日）、廃藩置県が行われる。
- 明治4年7月29日（1871年9月13日）、官制を改正する。
- 明治4年8月10日（1871年9月24日）、官制を改正する。従来の官位相当制を廃止し、新たに全15等の官等を設けた[注釈 14]。
- 明治6年5月2日、太政官職制を改正し、太政官制での「内閣」が設置される。

| 太政官                                                  |      |                   |
| 正院 太政大臣 納言（左大臣・右大臣） 参議               | 左院 | 右院 各省長官次官 |
| 神祇省 大蔵省 兵部省 司法省 宮内省 外務省 工部省 文部省 |      |                   |
| 開拓使                                                  |      |                   |

### 明治8年の官制
1875年（明治8年）4月14日 - 1885年（明治18年）12月22日
- 1875年（明治8年）2月11日、大阪会議が行われる。
- 1875年（明治8年）4月14日、立憲政体の詔書（漸次立憲政体樹立の詔）が出される。
- 1878年（明治11年）12月5日、太政官職制が改正され、参謀本部が設置されて軍令に関して帷幄上奏を行うこととなり、太政大臣の輔弼事項から軍令に関するものが除外された[2]。

| 正院（太政官） 太政大臣 左大臣・右大臣 参議                                    |        |                              |
| 大蔵省 陸軍省 海軍省 司法省 宮内省 外務省 内務省 文部省 教部省 工部省 農商務省 | 元老院 | 大審院 上等裁判所 地方裁判所 |
| 開拓使                                                                         | 元老院 | 大審院 上等裁判所 地方裁判所 |

## 内閣制

内閣総理大臣と内閣の紋章である「五七の桐花紋」

### 太政官達第69号と内閣職権
1885年（明治18年）12月22日 - 1889年（明治22年）12月24日
- 1885年（明治18年）12月22日に「太政官達第69号」および「内閣職権」が定められ、太政官制に代わって内閣制が創設された。

| 内閣                                                                                            |
| 内閣総理大臣 外務大臣 内務大臣 大蔵大臣 陸軍大臣 海軍大臣 司法大臣 文部大臣 農商務大臣 逓信大臣 |
| 外務省 内務省 大蔵省 陸軍省 海軍省 司法省 文部省 農商務省 逓信省                                |

| 大審院 上等裁判所 地方裁判所 |

| 元老院 |

| 内大臣 宮内大臣 宮内省 内大臣府 |

- 1886年、文部省「各省官制通則」が施行（明治19年勅令第2号）[4]。外務省、内務省、大蔵省、陸軍省、海軍省、司法省、文部省、農商務省、逓信省が規定された（のち、1889年、1890年に全部改正）。

### 大日本帝国憲法と内閣官制
1889年（明治22年）12月24日 - 1947年（昭和22年）5月2日
| 内閣 |
| 国務各大臣 （内閣総理大臣 外務大臣 内務大臣 大蔵大臣 陸軍大臣 海軍大臣 司法大臣 文部大臣 農商務大臣 逓信大臣） |
| 外務省 内務省 大蔵省 陸軍省 海軍省 司法省 文部省 農商務省 逓信省                                               |

| 裁判所                            |
| 大審院 控訴院 地方裁判所 区裁判所 |

| 帝国議会      |
| 貴族院 衆議院 |

| 内大臣 宮内大臣 宮内省 内大臣府 |

| 枢密院     |
| 枢密顧問官 |

| 会計検査院 |

### 日本国憲法と内閣法
1947年（昭和22年）5月3日 - 
日本国憲法施行時：1947年（昭和22年）5月3日
| 国会                      |                           |
| 衆議院 参議院             |                           |
| 衆議院事務局 衆議院法制局 | 参議院事務局 参議院法制局 |

| 裁判所                                      |
| 最高裁判所 高等裁判所 地方裁判所 簡易裁判所 |

| 内閣 |
| 内閣総理大臣 国務大臣 |
| 内閣官房 人事院 宮内府 総理庁 外務省 内務省 大蔵省 司法省 文部省 厚生省 農林省 商工省 運輸省 逓信省 経済安定本部 物価庁 復員庁 行政調査部 |

| 会計検査院 |

中央省庁再編後・復興庁設置時：2012年（平成24年）2月10日
| 国会                      |                           |
| 衆議院 参議院             |                           |
| 衆議院事務局 衆議院法制局 | 参議院事務局 参議院法制局 |

| 裁判所                                                 |
| 最高裁判所 高等裁判所 地方裁判所 家庭裁判所 簡易裁判所 |

| 内閣 |
| 内閣総理大臣 国務大臣 |
| 内閣官房 内閣法制局 安全保障会議 人事院 内閣府（宮内庁 公正取引委員会 国家公安委員会/警察庁 金融庁 消費者庁） 復興庁 総務省 法務省 外務省 財務省 文部科学省 厚生労働省 農林水産省 経済産業省 国土交通省 環境省 防衛省 |

| 会計検査院 |